# Sociosa
Sociosa es un género de polillas de la familia Tortricidae.

## Especies
- Sociosa macrographa (Diakonoff, 1951)
- Sociosa nesima Razowski, 2012